# Bola de Prata de 2011
A Bola de Prata de 2011 refere-se à premiação dos melhores jogadores do Campeonato Brasileiro de Futebol de 2011 - Série A, eleitos por um grupo de jornalistas da Revista Placar e do canal ESPN Brasil.
A cerimônia de entrega prêmiou jogadores nas seguintes categorias:
- Bola de Ouro: Premiação ao melhor jogador do campeonato.
- Bola de Prata: Premiação aos melhores jogadores de cada posição.
- Bola de Prata de Artilheiro: Ao(s) artilheiro(s) da competição.
- Chuteira de Ouro: Ao maior artilheiro de toda a temporada (equivalente ao Prêmio Arthur Friendereich oferecido pela TV Globo).

Veja abaixo os jogadores vencedores de algumas delas:

## Vencedores

### Bola de Ouro
| 1 | Neymar            | A | Santos        | 6,81 | 21 |
| 2 | Dedé              | Z | Vasco da Gama | 6,43 | 30 |
| 3 | Fred              | A | Fluminense    | 6,38 | 25 |
| 4 | Leandro Damião    | A | Internacional | 6,30 | 28 |
| 5 | Ronaldinho Gaúcho | M | Flamengo      | 6,29 | 31 |

### Bola de Prata
Goleiro
| 1 | Fernando Prass | Vasco da Gama | 6,14 | 38 |
| 2 | Júlio César    | Corinthians   | 6,12 | 33 |
| 3 | Marcelo Lomba  | Bahia         | 6,05 | 33 |
| 4 | Marcos         | Palmeiras     | 6,05 | 19 |
| 5 | Felipe         | Flamengo      | 6,04 | 35 |

Lateral Direito
| 1 | Mário Fernandes | Grêmio        | 6,00 | 33 |
| 2 | Fagner          | Vasco da Gama | 5,87 | 35 |
| 3 | Mariano         | Fluminense    | 5,79 | 36 |
| 4 | Cicinho         | Palmeiras     | 5,78 | 27 |
| 5 | Danilo          | Santos        | 5,74 | 23 |

Zagueiro
| 1 | Dedé           | Vasco da Gama | 6,43 | 30 |
| 2 | Paulo André    | Corinthians   | 5,97 | 16 |
| 3 | Chicão         | Corinthians   | 5,93 | 21 |
| 4 | Rhodolfo       | São Paulo     | 5,92 | 31 |
| 5 | Antônio Carlos | Botafogo      | 5,89 | 32 |

Lateral Esquerdo
| 1 | Juninho      | Figueirense   | 5,76 | 35 |
| 2 | Carlinhos    | Fluminense    | 5,69 | 31 |
| 3 | Fábio Santos | Corinthians   | 5,69 | 26 |
| 4 | Bruno Cortês | Botafogo      | 5,64 | 28 |
| 5 | Jumar        | Vasco da Gama | 5,58 | 25 |

Volante
| 1 | Paulinho        | Corinthians | 6,24 | 35 |
| 2 | Marcos Assunção | Palmeiras   | 6,12 | 34 |
| 3 | Ralf            | Corinthians | 6,08 | 33 |
| 4 | Renato          | Botafogo    | 6,05 | 28 |
| 5 | Casemiro        | São Paulo   | 5,95 | 19 |

Meia
| 1 | Ronaldinho Gaúcho | Flamengo    | 6,29 | 31 |
| 2 | Walter Montillo   | Cruzeiro    | 6,24 | 34 |
| 3 | Deco              | Fluminense  | 6,14 | 18 |
| 4 | Alex              | Corinthians | 6,13 | 27 |
| 5 | Wellington Nem    | Figueirense | 6,10 | 24 |

Atacante
| 1 | Neymar         | Santos        | 6,81 | 21 |
| 2 | Fred           | Fluminense    | 6,38 | 25 |
| 3 | Leandro Damião | Internacional | 6,30 | 28 |
| 4 | Borges         | Santos        | 6,23 | 31 |
| 5 | Júlio César    | Figueirense   | 6,07 | 21 |

### Bola de Prata de Artilheiro
| 1 | Borges            | Santos        | 23 | 31 |
| 2 | Fred              | Fluminense    | 22 | 25 |
| 3 | Deivid            | Flamengo      | 15 | 33 |
| 4 | Leandro Damião    | Internacional | 14 | 28 |
| 5 | Ronaldinho Gaúcho | Flamengo      | 14 | 31 |

### Chuteira de Ouro
Neymar - Santos